# Дациншань

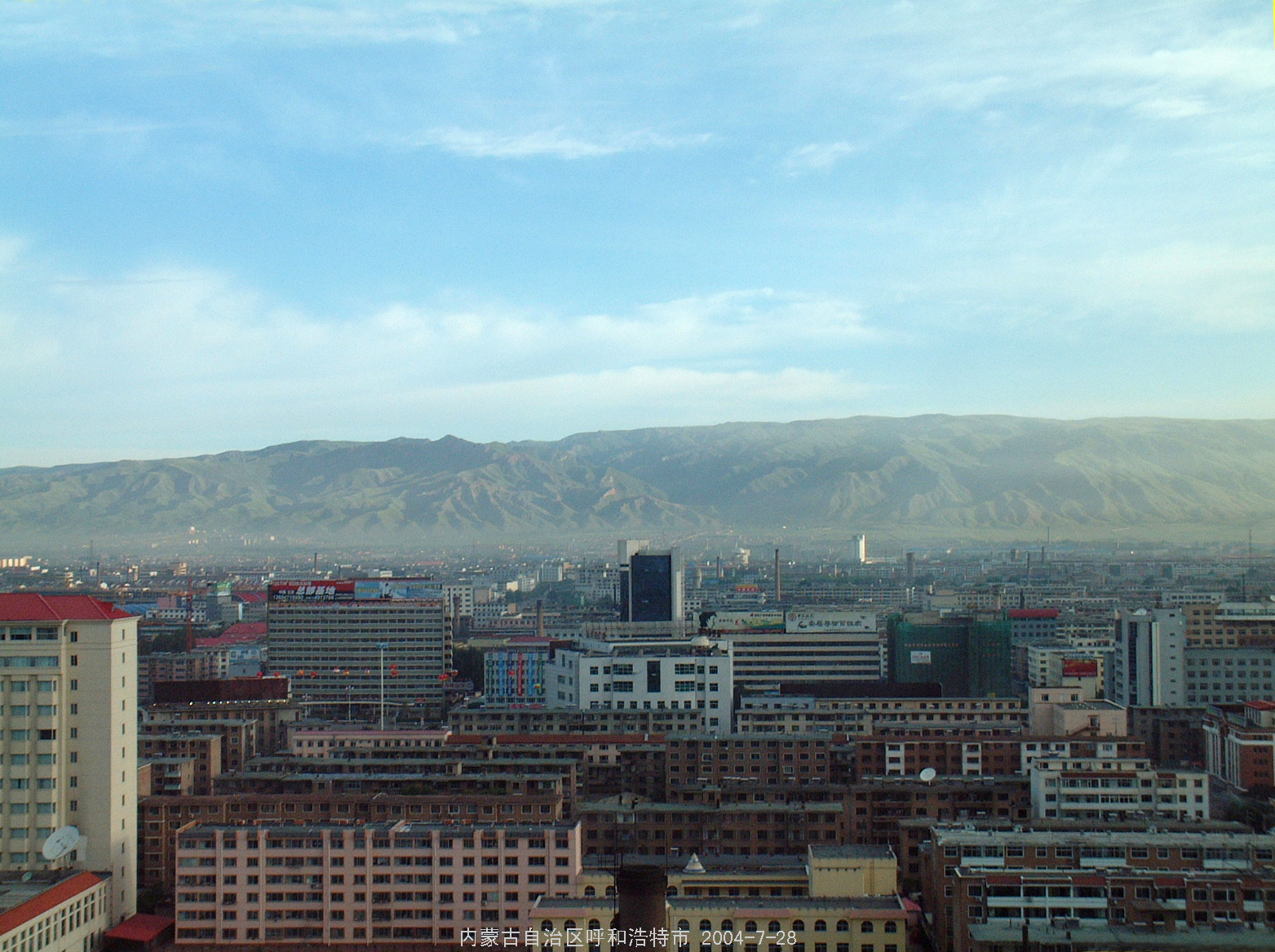
Дациншань, Хух-Хото

Дацинша́нь — горный хребет в системе Иньшань, в автономной области Внутренняя Монголия в Китае.
Протяжённость хребта составляет 260 км, максимальная высота — 2187 м. Хребет сложен гнейсами, песчаниками и базальтами. Южный склон, спускающийся к долине реки Хуанхэ, — крутой, сильно расчленённый; северный — пологий. Растительность преимущественно степная. Население занимается скотоводством.